# École de Nagybánya

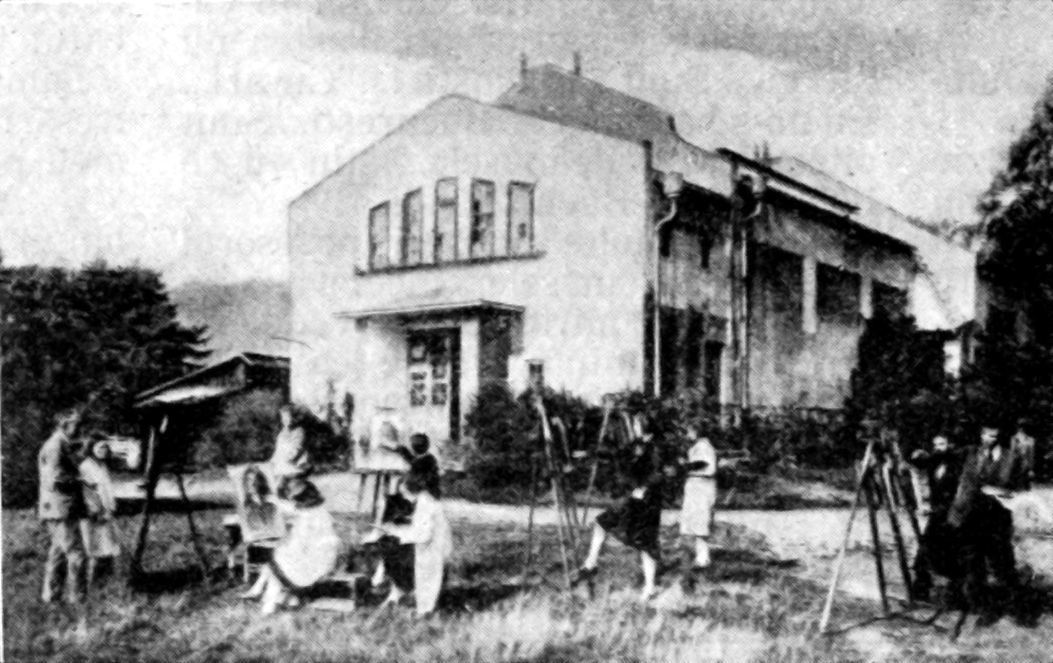
École de Baia Mare en 1930.

La colonie de peintres ou École de Nagybánya (en hongrois : Nagybányai művésztelep) était un groupe d'artistes hongrois ayant existé de 1896 à la Seconde Guerre mondiale à Nagybánya puis Baia Mare, ville de Transylvanie austro-hongroise, puis de Roumanie. La contribution principale de ce groupe réside dans l'exploitation de la peinture en plein air. Son représentant principal est Károly Ferenczy. Parmi ses fondateurs figurent Simon Hollósy, Béla Iványi-Grünwald, István Réti et János Thorma.
Au cours du XXe siècle, d'autres groupes se sont formés à partir de ce noyau : le Cercle des impressionnistes et naturalistes hongrois (MIÉNK), les Huit, la Société Pál Szinyei Merse ("Szinyei Merse Pál Társaság") (hu), la Nouvelle société des artistes (KÚT) (hu) et les Peintres de l'Alföld.